# アレクセイ・スルタノフ
アレクセイ・ファイズルラエヴィチ・スルタノフ（露: Алексе́й Файзулла́евич Султа́нов,英: Alexei Sultanov, 1969年8月7日タシケント - 2005年6月30日フォートワース）は、旧ソ連出身のウズベク人ピアニスト。

## 出身
姓が示すように、中央アジアの有力なムスリム首長の家系に生まれるが、両親はヨーロッパ文化になじんだプロの音楽家だった。4歳から地元でピアノを学び、後にモスクワで研鑚を積む。1985年チャイコフスキー・コンクールでは手の故障により第二次予選後の棄権を余儀なくされたが、1989年ヴァン・クライバーン国際ピアノコンクールでは優勝者となり、一躍その名を世界に知らしめた。その後、1995年ショパン国際ピアノコンクールで第二位を受賞して来日を果たし、東京ほかでリサイタルを行った。1998年のチャイコフスキー・コンクール、1999年のエリザベート国際音楽コンクールに挑戦するが落選した。
1991年にモスクワ音楽院時代の同窓生と結婚、その後に渡米しテキサス州に移住。2004年にアメリカ国籍取得。

## 晩年
2001年に転倒による脳卒中の発作に倒れ、硬膜下血腫除去のために緊急手術を受ける。しかし、左半身麻痺によって演奏家生命は断たれ、長いリハビリ生活を続けるも、ついに舞台復帰はかなわなかった。2005年フォートワースの自宅にて死去、35歳没。